# Jasti Kand
Jasti Kand – wieś w Iranie, w ostanie Azerbejdżan Zachodni, w szahrestanie Mijandoab. W 2006 roku liczyła 331 mieszkańców.